# William Smallwood
William Smallwood, född 1732 i Charles County, Maryland, död 14 februari 1792 i Marbury, Charles County, Maryland, var en amerikansk general och politiker. Han var Marylands guvernör 1785–1788. Under hans sista år som guvernör ratificerade Maryland USA:s konstitution och blev därmed USA:s sjunde delstat.
Smallwood härstammade från en släkt av förmögna handelsmän och plantageägare, vilka hade deltagit i kolonin Marylands politiska liv redan tidigare under 1700-talet. I amerikanska revolutionskriget förde Smallwood befäl över en bataljon från Maryland. I januari 1776 befordrades han till överste och senare samma år till brigadgeneral efter att ha sårats i slaget vid White Plains.
Smallwood efterträdde 1785 William Paca som guvernör och efterträddes 1788 av John Eager Howard. År 1791 tillträdde han som ledamot av delstatens senat. År 1792 avled anglikanen och frimuraren Smallwood i Charles County och gravsattes på en familjekyrkogård. Smallwood State Park, dit bland annat Sweden Point (tidigare Sweetman's Landing) ingår, har fått sitt namn efter William Smallwood.